# Dolores Costello
Dolores Costello, född 17 september 1903 i Pittsburgh i Pennsylvania, död 1 mars 1979 i Fallbrook i Kalifornien, var en amerikansk skådespelerska.
Redan från tidiga barnaår medverkade Dolores Costello i film tillsammans med sin far, matinéidolen Maurice Costello (1877–1950), och systern Helene. Efter några år som fotomodell återvände hon till filmen som 17-åring och fick sitt stora genombrott 1926 i Lidelser (The Sea Beast), där hon spelade mot John Barrymore. De gifte sig 1928 men äktenskapet slutade i skilsmässa 1935. Paret fick två barn, en dotter och sonen John Drew Barrymore. Hon är således farmor till Drew Barrymore.
1943 drog hon sig tillbaka från filmen och ägnade sig sedan åt att odla avokado på sin farm i Kalifornien.

## Filmografi i urval
- 1926 – Lidelser
- 1927 – Mongolen
- 1927 – När en man älskar
- 1928 – Noaks ark
- 1929 – Revyernas revy
- 1936 – Lille lorden
- 1942 – De magnifika Ambersons
- 1943 – Irving Berlins paradrevy